# Gebirgsbauden
Gebirgsbauden (tzw. Budziska) – nazwa specjalnej gminy górskiej, utworzonej 17 listopada 1735 roku w górskich dobrach Schaffgotschów w Karkonoszach.
W skład gminy weszły: Karpacz Górny, Borowice, Wilcza Poręba oraz Budniki.
Siedzibą władz była karczma sądowa w Karpaczu Górnym. Budynek ten istnieje do dzisiaj, obecnie znajduje się tam dom wczasowy „Morskie Oko” (2012).
W wydanym w 1797 słownikowym opisie Śląska znajdujemy ustęp poświęcony górskiej gminie, a w nim następujące informacje: „Karpacz Górny, Borowice, Budniki i Wilcza Poręba, posiadają 1 szkołę, 41 domów, jeden młyn wodny, 570 mieszkańców. Ta wieś jest również nazywana "Brückenberg" („Mostowa Góra") i należy do hrabiego Schaffgotscha. Z niektórych, leżących tutaj, pojedynczych domów, szczególnie na Wilczej Porębie w grudniowe dnie nie widać słońca".
W 1840 gminę zamieszkiwało 840 mieszkańców.